# (249544) Ianmclean
(249544) Ianmclean est un astéroïde de la ceinture principale.

## Description
(249544) Ianmclean est un astéroïde de la ceinture principale. Il fut découvert le 23 avril 2010 aux États-Unis par le programme WISE. Il présente une orbite caractérisée par un demi-grand axe de 3,20 UA, une excentricité de 0,18 et une inclinaison de 15,5° par rapport à l'écliptique.

## Compléments